# Heinz Kühn
Heinz Hubert Franz Kühn (ur. 18 lutego 1912 w Kolonii, zm. 12 marca 1992 tamże) – niemiecki polityk, samorządowiec i dziennikarz, deputowany krajowy, poseł do Parlamentu Europejskiego I kadencji, w latach 1966–1978 premier Nadrenii Północnej-Westfalii.

## Życiorys
Jego ojciec był działaczem socjaldemokratycznym i związkowym, a matka praktykującą katoliczką. Jako nastolatek Heinz Kühn działał w młodzieżówce Die Falken. Od 1931 r. studiował ekonomię i politologię na Uniwersytecie Kolońskim. Podczas nauki działał w organizacji studenckiej SPD i Reichsbanner, wstąpił także do Socjaldemokratycznej Partii Niemiec. W maju 1933 na krótko aresztowany przez Sturmabteilung, następnie zmuszony wraz z przyszłą żoną do emigracji ze względu na zaangażowanie polityczne (w 1934 pozbawiono go obywatelstwa). Mieszkał kolejno w Terytorium Saary, Královcu i Brukseli, a po wybuchu wojny ukrywał się przez trzy lata przed Gestapo w Gandawie. W trakcie II wojny światowej kontynuował działalność podziemną i pisał do opozycyjnych gazet.
Po powrocie do Niemiec w 1945 r. został dziennikarzem, a od 1949 jednym z redaktorów naczelnych „Rheinische Zeitung”. Pod koniec lat 50. był również dyrektorem Nord- und Westdeutscher Rundfunkverband (wspólnego kanału telewizyjnego Norddeutscher Rundfunk i Westdeutscher Rundfunk). W latach 1948–1954 i 1962–1980 pozostawał członkiem landtagu Nadrenii-Północnej Westfalii, był szefem SPD w landzie oraz liderem frakcji. Był także członkiem Bundestagu kadencji (1953–1957, 1961–1965) i przewodniczącym Bundesratu (1971–1972), zaś od 1958 do 1963 r. był delegatem do Zgromadzenia Parlamentarnego Rady Europy. Od 1966 do 1978 r. zajmował stanowisko premiera landu w koalicji z Wolną Partią Demokratyczną, zrezygnował przed końcem trzeciej kadencji wobec narastającej krytyki proponowanych przez niego reform. Od 1978 do 1980 r. był rządowym komisarzem ds. integracji imigrantów. W 1979 r. wybrany posłem do Parlamentu Europejskiego, przystąpił do frakcji socjalistycznej. W latach 1970–1983 wiceprezes, następnie do 1987 prezes Fundacji im. Friedricha Eberta. W latach 80. opublikował też kilka książek.
Od 1939 r. był żonaty z Marianne Schley, która pod koniec życia zajęła się sztuką naiwną. Miał z nią jednego syna.

## Odznaczenia i upamiętnienie
Odznaczony Wielkim Krzyżem Zasługi z Gwiazdą i Wstęgą (1967) i Krzyżem Wielkim (1970) Orderu Zasługi Republiki Federalnej Niemiec, Orderem Zasługi Nadrenii Północnej-Westfalii (1986) oraz Legią Honorową. Jego imieniem nazwano medal i fundację powiązane z socjaldemokratami, promujące odpowiednio współpracę Niemiec z zagranicą oraz utalentowanych dziennikarzy.